# Ołeksij Petrenko
Ołeksij Wasylowycz Petrenko, ukr. Олексій Васильович Петренко (Aleksiej Wasiljewicz Pietrienko (ros. Алексей Васильевич Петренко; ur. 26 marca 1938 w małej miejscowości w Czernihowie w obwodzie czernihowskim, zm. 22 lutego 2017 w Moskwie) – ukraiński, radziecki i rosyjski aktor filmowy i teatralny.

## Życiorys
Ukrainiec. Absolwent Charkowskiego Instytutu Teatralnego. Przez trzy sezony pracował w teatrach na Ukrainie. W 1964 roku został zaangażowany do Teatru im. Lensowietu w Leningradzie, gdzie występował głównie grając role komediowe. Od 1978 roku został aktorem moskiewskiego MCHAT. Dużą popularność i uznanie przyniosła mu rola Grigorija Rasputina w filmie pt. Agonia Elema Klimowa.
W 2008 roku zagrał rolę Józefa Stalina w filmie dokumentalnym BBC Two Kulisy II wojny światowej.

## Wybrana filmografia
- 2009: W czasie burzy
- 2008: Kulisy II wojny światowej jako Józef Stalin
- 2007: Dwunastu jako Przysięgły nr 5
- 1998: Cyrulik syberyjski jako generał Radłow
- 1992: Luna Park
- 1989: The Servant jako Roman Romanowicz Bryzgin
- 1984: Gorzki romans jako kupiec Mokij Parmionycz' Knurow
- 1981: Agonia jako Rasputin[3]
- 1977: Nieszczęście jako Sławka
- 1976: Jak car Piotr Ibrahima swatał jako car Piotr I[4]
- 1976: Klucz bez prawa przekazania jako Kiriłł Aleksiejewicz[5]
- 1971: Król Lear jako Oswald

i inne